# Selchow and Righter
Selchow and Righter est un important éditeur américain de jeux de société des XIXe et XXe siècles, surtout connu pour avoir publié Parcheesi, Scrabble et pour avoir acquis la licence de Trivial Pursuit. L’entreprise était basée à Bay Shore, dans l’État de New York. La marque disparait en 1989.

## Histoire
L'entreprise est fondée en 1867 sous le nom de E. G. Selchow & Co. puis renommée Selchow and Righter en 1880 après l'association avec John Righter. Entre 1897 et 1902, certains jeux ont aussi été publiés sous le nom de Chaffee & Selchow.
Jusqu’au milieu du XXe siècle, Selchow and Righter était considéré comme un « jobber », c’est-à-dire une entreprise distribuant des jeux conçus par d’autres. Sous la direction d’Harriet T. Righter, fille de John Righter et présidente de la société de 1923 à 1954, l’entreprise commence à produire ses propres jeux et à investir dans la publicité et le marketing.
Le premier grand succès de Selchow and Righter fut l’acquisition des droits de Parcheesi en 1870, jeu qu’elle fit enregistrer comme marque en 1874. En 1952, elle obtient la licence de Scrabble auprès de James Brunot et en achète la marque en 1972. En 1982, elle obtient la licence de Trivial Pursuit auprès de la société canadienne Horn Abbot, ce qui participe à l’essor mondial du jeu dans les années 1980.
Parmi les jeux notables publiés ou distribués par Selchow and Righter figurent :
- Anagrams (1934)
- Jotto (licencié dans les années 1970)
- Whodunit (1972)[4],[5]
- Mr. Ree! (1937)[6],[7]
- Go for Broke
- Kommissar (1966)
- Karate (1964)
- Straightaway (1961)
- Speed[8]
- Scrabble People (1985)
- The Game of Alice in Wonderland (1882)
- Ur: Royal Game of Sumer
- Plantem (entre 1928 et 1955)

En 1986, Selchow and Righter est rachetée par Coleco Industries pour 75 millions de dollars américains en espèces et titres. Toutefois, Coleco acquiert uniquement les jeux et non la marque commerciale « Selchow and Righter », restée propriété de la famille Righter.
En 1989, Coleco fait faillite et ses principaux actifs sont repris par Hasbro pour 85 millions de dollars, avec en plus une option d’achat sur un million d’actions Hasbro à 28,85 $ chacune.
Aujourd’hui, le site de l’ancienne usine de Selchow and Righter est occupé par Trojan Powder Coating, Tri-State Powder Coating et Williams Architecture.